# Mouromiens
Les Mouromiens sont un groupe ethnique de langue finno-ougrienne du bassin de l'Oka et de la Haute-Volga autour de la ville de Mourom.

## Histoire
La Chronique des temps passés parlent des  Mouromiens payant l'impôt aux Russes.
Des chercheurs comme Matthias Alexander Castrén décrivent les Mouromiens comme un peuple proche des Mordves.
Assimilé par les Russes et aujourd'hui disparu, le peuple mouromien partage un destin proche des Mechtchériens et des Mériens : s'inscrivant dans une mosaïque de peuples (Permiens et Vepses au nord, Maris et Mordves à l'est, Tatars au sud), il subit la pression colonisatrice des Russes accélérée par le déclin de la Rus' de Kiev.